# Relaciones Ecuador-Suiza
Las relaciones Ecuador-Suiza se refieren a las relaciones internacionales que existen entre la República del Ecuador y la Confederación Suiza.

## Historia
Ecuador y Suiza establecieron relaciones en 1888 mediante una suscripción de un Tratado de Amistad y de establecimiento de Relaciones Comerciales. El primer agente consular de Suiza en Ecuador fue nombrado en 1913.

## Relaciones económicas
Las relaciones económicas entre Suiza y Ecuador es relativamente modesto. En 2022, Suiza importó bienes de Ecuador por valor de 510 millones de CHF. Ese mismo año, Suiza exportó productos a Ecuador por valor de 115,3 millones de CHF, principalmente productos farmacéuticos, químicos y maquinaria.
A finales de 2021, la inversión directa de Suiza en Ecuador ascendió a alrededor de 284 millones de CHF y las empresas suizas emplearon a 5.215 personas en el país.
En 2020 se inauguró la Cámara de Comercio, Industria y Servicios Ecuatoriano-Suiza (Swisscham), que tiene como objetivo promover y fortalecer las relaciones comerciales entre ambos países.

## Misiones diplomáticas residentes
- Ecuador tiene una embajada en Berna.
- Suiza tiene una embajada en Quito.